# Gemule
Gemule jsou hypotetické částice určené pro přenos rysů z rodiče na potomka, které vymyslel Charles Darwin před objevením chromozomů, DNA, genů a jejich dědičných funkcí. Měly být podle něj vylučovány z různých buněk těla a přenášet jejich podstatu do pohlavních orgánů, čímž se pak přenesly do vlastností potomka. Gemule jsou často spojovány s pučením houbovců (nepohlavní rozmnožování). 